# René Leriche

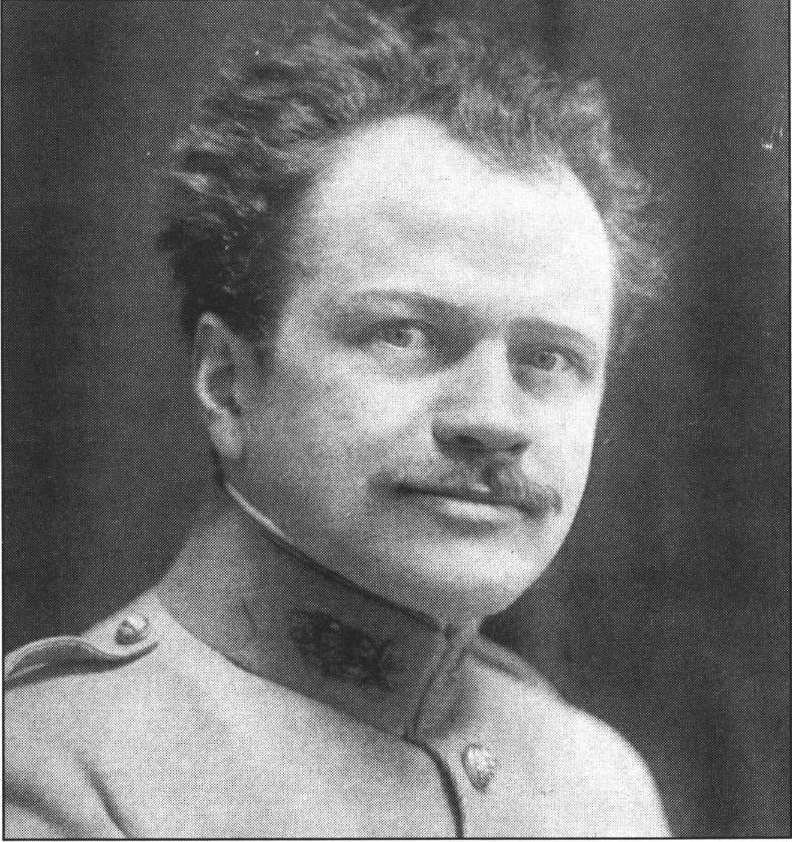
René Leriche, 1915

René Leriche (ur. 12 października 1879 w Roanne, zm. 28 grudnia 1955 w Cassis) – francuski chirurg i nauczyciel akademicki. Był jednocześnie naukowcem, pisarzem i filozofem. Znany był jako wybitny wykładowca i nauczyciel. Leriche był uczniem Mathieu Jaboulay (1860–1913), który jako pierwszy wykonał ksenogeniczny przeszczep nerki zwierzęcej człowiekowi, oraz tkankę gruczołu tarczycy owcy człowiekowi.
Dla uhonorowania Lericha francuska poczta wydała w 1958 znaczek z jego podobizną. Międzynarodowe Towarzystwo Chirurgów (International Society of Surgery) przyznaje odznaczenie jego imienia (The Rene Leriche Prize). Jego pacjenci opisywali go jako skromnego, pełnego zrozumienia i empatii.

## Życiorys
Leriche urodził się w Roanne nad Loarą w centralnej Francji jako syn prawnika. Trzece dziecko w rodzinie, miał sedem braci i siostry, jeden z nich - rzeżbiarz Marc Leriche. W Lyonie uczęszczał do Collège de Saint-Chamond. Początkowo chciał zostać duchownym, ale ostatecznie zdecydował się na chirurgię. W latach 1899–1900 służył w wojsku w 98 pułku. Po skończeniu studiów medycznych w Lyonie rozpoczął tam swoją karierę. w 1902 ukończył staż, w 1906 uzyskał stopnień doktora medycyny na podstawie pracy na temat: Resekcja żołądka z powodu raka.
Od 1906 do 1909 był dyrektorem kliniki chirurgicznej w Lyonie (Chef de Clinique Chirurgicale). 1906, 1911 i 1914 podróżował po Niemczech i odwiedzał różne kliniki. Był zafascynowany organizacją chirurgicznych klinik niemieckich i w przyszłości chciał stworzyć podobną i kierować nią we Francji. 1913 i 1921 odbył podróże do USA, gdzie duży wpływ na niego wywarł Alexis Carrel i William Stewart Halsted. 
W czasie I wojny światowej został skierowany do pracy chirurgicznej w pułku motorizowanym w miejscowości Wogezy na wschodzie Francji. Potem został zawołany na stanowisko lekarza w szpitalu paryskiem Hôpital du Panthéon, a potem - w szpitalu rosyjskim w miejscowości Mentona. W roku 1917  po zaproszeniu francuskiego radiologa Claudiusa Regauda rozpoczynał wykładanie w Szkole medycznej w wojskowym szpitalu blisko Rejmsu. Leriche zaczął prowadzić eksperymenty w obszarze osteogenezy, szczególnie był zainteresowany tworzeniem naczyń w miejscu złamania. Dzięki dużej liczby pacjentów w szpitalu naukowiec nie miał problem z wystarczającej ilości materiałów dla badania. Powołany na stanowisko dyrektora szpitala w grudniu 1917 roku. Wprowadził separację prześcieradeł w szpitalu celem zmniejszenia liczby powikłań pooperacyjnych. Wszystkie prześcieradła, które były używany na salach operacyjnych musiały mieć kolor niebieski, w odróżnieniu od białych prześcieradeł na oddziałach. Oprócz prześcieradeł zmienili kolor i inny sprzęt na salach - maseczki, czapki. Z czasem taki zmiany zostali wprowadzone w wielu szpitalach. Między innymi zajmował się badaniem bólów fantomowych po amputacjach kończyn. 
Po uzyskaniu habilitacji w 1920 był dyrektorem chirurgii doświadczalnej w Lyonie do 1924, kiedy to przeniósł się do Strasburga na stanowisko dyrektora Kliniki Chirurgii tamtejszego uniwersytetu.  W 2027 roku został honorowym członkiem Royal College of Surgeons w Anglii. 1931 wrócił do Lyonu, do czasu powołania w 1937 do Paryża, gdzie jako pierwszy chirurg w historii został dyrektorem medycyny eksperymentalnej w Collège de France. W tym samym roku wydał swoją książkę La Chirurgie de la Doleur, która była trzykrotnie wznawiana i przetłumaczona na wiele języków.
W 1939 uhonorowany za osiągnięcia w chirurgii przez Royal College of Surgeons Medalem Listera, jednym z najwyższych odznaczeń dla chirurgów. W czasie II wojny światowej pracował jako chirurg w Portugalii, a zakończył ją pracując w amerykańskim szpitalu w Neuilly. 1945 został członkiem Francuskiej Akademii Nauk.
Rene Leriche zmarł 28 grudnia 1955 w Cassis niedaleko Marsylii. Pochowany został w Sainte-Foix w okolicach Lyonu.

## Osiągnięcia kliniczne i naukowe
Leriche był pionierem chirurgii naczyniowej. Dokładnie opisał objawy zamknięcia aorty w miejscu jej rozgałęzienia na tętnice biodrowe, schorzenie to nazwano zespołem Leriche’a. Wcześnie zainteresował się chirurgią nerwów współczulnych. Pierwszy wykonał okołotętniczą sympatektomię, czyli odnerwienie współczulne. Swoje spostrzeżenia opublikował w Journal Lyon Chirurgical, Vol. 10, 1913. Interesował się także medycyną holistyczną, która uważała, że pacjent jest układem całościowym i należy leczyć nie tylko określoną chorobę, ale cały organizm łącznie ze stanem ducha.